# Гагарин, Евгений Андреевич

Евгений Гагарин (слева на фото). Рядом с ним - художница В. А. Дражевская

Евгений Андреевич Гагарин (12 февраля 1905, Большое Коневаловское, Шенкурский уезд, Архангельская губерния — октябрь 1948, Мюнхен) — русский писатель-эмигрант.

## Биография
Родился в семье управляющего казённым имением. Учился в начальном училище в г. Шенкурске, с 1916 г. в Ломоносовской гимназии в Архангельске.
При советской власти поступил в Петроградский университет на историко-филологический факультет, однако уже через год бросил занятия и вернулся помогать семье в Архангельскую губернию после смерти отца. Жил в Архангельске, но часто путешествовал.
Познакомился со многими ссыльными дворянами, высланными в Архангельскую губернию большевиками из больших городов. Женился на ссыльной Вере Сергеевне Арсеньевой из влиятельного дворянского семейства. Благодаря связям жены в 1933 г. им удалось эмигрировать из СССР.
Жил в Германии, но часто путешествовал в другие страны. Поступил на философский факультет Лувенского университета (Бельгия), где изучал историю искусств. Из-за нужды бросил занятия, окончил лесную академию в Эберсвальде и устроился на работу лесоводом в в Берлине. Был знаком с многими видными писателями русского зарубежья (Бунин, Зайцев, Шмелёв).
Публиковался на русском и немецком языках (рассказы, статьи, посмертно опубликованы романы), часто затрагивал тему конфликта между старой и новой Россией, советских репрессий и коллективизации.
Погиб — был сбит грузовиком.

## Сочинения
- В поисках России
- Великий обман
- Возвращение корнета. Поездка на святки (опубликованы посмертно в издательстве им. Чехова, Нью-Йорк, 1953)
- Звезда в ночи. Рассказы. Мюнхен: «Златоуст», 1947.
- Путь на Голгофу